# Leptoclinides imperfectus
Leptoclinides imperfectus är en sjöpungsart som först beskrevs av Kott 1962.  Leptoclinides imperfectus ingår i släktet Leptoclinides och familjen Didemnidae. Inga underarter finns listade i Catalogue of Life.